# Barbara Englederová
Barbara Englederová (* 16. září 1982, Eggenfelden, Dolní Bavorsko) je bývalá sportovní střelkyně, reprezentující Německo v puškových disciplínách. Do roku 2012 soutěžila pod dívčím jménem Barbara Lechnerová.
Zúčastnila se čtyř olympijských her. V roce 2004 byla ve střelbě z malorážky sedmá, na LOH 2008 obsadila deváté místo v malorážce a sedmnácté ve vzduchové pušce. Na olympiádě 2012 postoupila do finále malorážky, kde skončila šestá. Na olympijských hrách roku 2016 v Rio de Janeiro získala zlatou medaili v disciplíně 50 m libovolná malorážka 3 pozice. Ve finále dosáhla olympijského rekordu výkonem 458,6 bodu. Ve střelbě ze vzduchovky obsadila v Riu čtvrté místo.
V roce 2005 vyhrála individuální mistrovství Evropy ve sportovní střelbě a o rok později vojenské mistrovství světa. Na mistrovství světa ve sportovní střelbě v roce 2010 vyhrála střelbu jednotlivkyň z malorážky a na světovém šampionátu v roce 2014 získala tři zlaté medaile v týmových soutěžích malorážka tři pozice, libovolná malorážka a vzduchová puška. V roce 2015 byla třetí na Evropských hrách v Baku ve střelbě ze vzduchovky na deset metrů. Získala čtyři vítězství ve Světovém poháru. Za olympijské zlato jí bylo uděleno ocenění Silbernes Lorbeerblatt.
V říjnu 2016 oznámila ukončení kariéry. Žije v Trifternu s manželem a synem a pracuje v podpůrné sportovní skupině Bundeswehru. Je také poslankyní okresního sněmu v Rottal-Inn za Ekologickou demokratickou stranu.